# توماس إنجلش
توماس إنجلش (بالإنجليزية: Thomas English)‏ هو عسكري أمريكي، (ولد في نيويورك في الولايات المتحدة 1819  م).